# Тихменев, Фёдор Иванович
Фёдор Иванович Тихменев (2 октября 1890 — 14 октября 1982) — русский советский писатель, политзаключённый.

## Биография
Родился Фёдор Тихменев 2 октября 1890 года в Шерагуле в семье сельского сапожника (по другим данным — ссыльного крестьянина). Окончил Шарагульскую церковно-приходскую школу. В 1908 году окончил Иркутскую учительскую семинарию. Работал сельским учителем. В 1914 году был мобилизован в армию. Окончил Иркутское военное училище, получил звание подпоручика. В 1917 году в боях под Ригой получил ранения в грудь и паралич левой руки. Эвакуирован был в Иркутский госпиталь, где его застало восстание Чехословацкого корпуса.
Осенью 1917 года был насильно мобилизован в колчаковскую армию, и как «однорукий инвалид направлен для нестроевой службе писарем». В конце ноября 1919 года 55-й полк, в котором служил Фёдор Тихменев, объявил себя повстанческим. В город Канск вошли партизаны. До прихода Красной армии Тихменев был помощником начальника гарнизона по политическому просвещению. Тогда же познакомился с будущим сибирским писателем В. Я. Зубцовым.
После гражданской войны Тихменев работал преподавателем в школах Канска. В журнале «Сибирские огни» напечатал рассказ «Миленький» и повесть «Сам по себе».
В начале 1920-х гг. он возглавил Томское отделение Сибирского Союза писателей. Руководил томским отделением «Сибкрайиздата». Фёдор Тихменев работал заведующим Томского отделения книгоцентра «Объединения государственных книжно-журнальных издательств».
Был арестован в ночь на 4 мая 1933 года по вымышленным обвинениям в «создании контрреволюционного центра среди сотрудников книгоцентра». Получил 10 лет лагерей, по факту провёл с перерывом 22 года в ссылке, отбывал наказаний в лагерях Крайнего Севера. В первые годы был счетоводом финансовой части, техническим редактором лагерной газеты, инспектором культурно-воспитательной части отделения. Однако в 1936 году он был этапирован в Северо-Восточные лагеря на Колыму в шахту откатчиком вагонеток. Был задержан в лагере до конца войны. В 1947 году смог вернуться в Томск, работал бригадным учётчиком в подсобном хозяйстве политехникума, счетоводом в больничном хозяйстве туберкулёзного детского санатория «Городок». 30 марта 1950 года арестован повторно по тому же обвинению, находился в ссылке в Красноярском крае. Фёдор Тихменев не любил говорить о жизни в лагерях. Освобождён в 1955 году. Реабилитирован 3 ноября того же года. После освобождения жил в Томске.
Временам репрессий посвящена его повесть «Через непонятное». Она вошла в посмертный однотомник Тихменева «Вторая колея» (2003), который подготовил и помог издать писатель, профессор, депутат нескольких созывов Думы города Томска Лев Пичурин.
Умер Фёдор Тихменев в Томске 14 октября 1982 года, похоронен на городском кладбище Бактин, квартал № 66.